# Joegoslavië op het Eurovisiesongfestival 1990
Joegoslavië nam deel aan het Eurovisiesongfestival 1990, dat na de Joegoslavische overwinning van 1989 werd gehouden in Zagreb. Het was de 25ste deelname van Joegoslavië aan het festival.
De nationale omroep JRT was verantwoordelijk voor de Joegoslavische bijdrage van 1990.

## Selectieprocedure
De Joegoslavische inzending werd gekozen via de nationale voorronde Jugovizija. De finale hiervan vond plaats op 3 maart 1990 in Zadar.
In totaal deden er 16 liedjes mee in de nationale finale. De winnaar werd gekozen door 8 regionale jury's, elk met drie leden, die punten van 1-3, 5 en 7 mochten geven.

### Uitslag
| Volgorde | Lied                       | Artiest                           | Punten | TVSK  | TVPR  | TVBG  | TVZG  | TVSA  | TVLJ  | TVNS  | TVTG  | Plaats |
| -------- | -------------------------- | --------------------------------- | ------ | ----- | ----- | ----- | ----- | ----- | ----- | ----- | ----- | ------ |
| 1        | "Kako magija"              | Intervali                         | 13     | 3+0+0 |       |       |       |       | 2+0+5 |       | 0+0+3 | 12     |
| 2        | "Mami mami"                | Armend Rexhepagiqi                | 24     | 0+0+2 | 7+3+5 |       |       |       | 7+0+0 |       |       | 6      |
| 3        | "Rat i mir "               | Viktorija                         | 27     |       |       | 2+0+3 |       | 2+3+1 | 0+2+2 | 5+3+0 | 2+0+2 | 5      |
| 4        | "Pjesma za tebe"           | Massimo Savić                     | 21     | 2+3+1 |       |       | 5+0+5 |       | 0+0+1 | 0+1+3 |       | 8      |
| 5        | "Hajde da ludujemo"        | Tajči                             | 114    | 7+7+7 | 3+2+0 | 3+5+5 | 3+1+0 | 7+2+7 | 5+7+7 | 7+7+7 | 7+3+5 | 1      |
| 6        | "Đavolica"                 | Amsterdam                         | 0      |       |       |       |       |       |       |       |       | 15     |
| 7        | "Sitna kiša padala"        | Narcis Vučina & Arnela Konaković  | 20     |       |       | 0+1+0 | 7+0+1 | 1+5+2 |       | 2+0+1 |       | 9      |
| 8        | "Ti i ja"                  | BG Sound                          | 31     | 0+0+3 | 1+0+0 | 7+7+7 | 0+2+2 |       |       | 0+2+0 |       | 4      |
| 9        | "Hasta la Vista"           | Pop Design                        | 18     |       | 5+1+7 |       |       |       | 0+5+0 |       |       | 10     |
| 10       | "Baby"                     | Top-Expres                        | 22     | 1+2+5 |       | 5+3+2 | 1+3+0 |       |       |       |       | 7      |
| 11       | "Novi ples"                | Toni Janković                     | 2      |       |       |       |       |       |       |       | 0+2+0 | 14     |
| 12       | "Dajana"                   | Boris Novković & Noćna Straža     | 61     | 0+1+0 | 0+7+1 | 0+0+1 |       | 5+7+3 | 1+3+3 | 3+5+2 | 5+7+7 | 2      |
| 13       | "Sreća je tamo gdje si ti" | Oliver Dragojević & Zorica Kondža | 58     | 5+5+0 | 2+5+3 | 1+2+0 | 2+5+7 | 3+0+5 |       | 0+0+5 | 3+5+0 | 3      |
| 14       | "Tvoja oka dva"            | Foto-Model                        | 3      |       |       |       |       |       |       | 1+0+0 | 0+1+1 | 13     |
| 15       | "Crazy baby"               | Ursa                              | 0      |       |       |       |       |       |       |       |       | 15     |
| 16       | "Ti in jaz, jaz in ti"     | Helena Blagne & Abrakadabra       | 18     |       | 0+0+2 |       | 0+7+3 | 0+1+0 | 3+1+0 |       | 1+0+0 | 10     |

## In Zagreb
In eigen land moest Joegoslavië als 15de aantreden, na Frankrijk en voor Portugal.
Aan het einde van de puntentelling bleek dat Tajči als 7de was geëindigd met 81 punten.
Ze ontving 2 keer het maximum van de punten.
Van Nederland en van België ontving Joegoslavië 0 punten.

### Gekregen punten

#### Finale
| 12 punten                       | 10 punten                   | 8 punten             | 7 punten     | 6 punten           |
| ------------------------------- | --------------------------- | -------------------- | ------------ | ------------------ |
| - Israël - Turkije              | - Cyprus - IJsland - Italië |                      | - Denemarken |                    |
| 5 punten                        | 4 punten                    | 3 punten             | 2 punten     | 1 punt             |
| - Ierland - Verenigd Koninkrijk |                             | - Noorwegen - Spanje | - Frankrijk  | - Finland - Zweden |

### Punten gegeven door Joegoslavië

#### Finale
Punten gegeven in de finale:
| 12 punten | Frankrijk           |
| 10 punten | Verenigd Koninkrijk |
| 8 punten  | Oostenrijk          |
| 7 punten  | Turkije             |
| 6 punten  | Italië              |
| 5 punten  | Zwitserland         |
| 4 punten  | IJsland             |
| 3 punten  | Spanje              |
| 2 punten  | Luxemburg           |
| 1 punt    | Israël              |

1961 · 1962 · 1963 · 1964 · 1965 · 1966 · 1967 · 1968 · 1969 · 1970 · 1971 · 1972 · 1973 · 1974 · 1975 · 1976 · 1977-1980 · 1981 · 1982 · 1983 · 1984 · 1985 · 1986 · 1987 · 1988 · 1989 · 1990 · 1991 · 1992